# 広島県道215号道上停車場中野線
広島県道215号道上停車場中野線（ひろしまけんどう215ごう みちうえていしゃじょうなかのせん）は、広島県福山市を通る一般県道である。

## 概要
福山市神辺町字道上から福山市加茂町字中野2丁目に至る。

### 路線データ
- 起点：福山市神辺町字道上（JR西日本福塩線 道上駅前）
- 終点：福山市加茂町字中野2丁目（広島県道21号加茂油木線交点）
- 実延長：3.5 km

## 歴史
- 1996年（平成8年）4月25日 - 広島県告示第469号により認定される。当時広島県道215号道上停車場線があったため、しばらくの間は広島県道215号が二つある事態になった。

前身は広島県道394号中野御幸線の一部。広島県道215号道上停車場線の区域は一切継承していない（後述）。
- 1998年（平成10年）8月27日 - 広島県告示第857号により広島県道215号道上停車場線が廃止される。
- 2000年（平成12年）7月27日 - 広島県告示第734号により広島県道394号中野御幸線が廃止される。これにより同路線との重用関係が消滅する。
- 2006年（平成18年）3月1日 - 深安郡神辺町が福山市に編入されたことに伴い全区間が福山市域のみを通る路線になり、起点の地名表記が変更される（深安郡神辺町道上→福山市神辺町道上）。

## 路線状況
広島県道181号下御領新市線以南は狭隘箇所を残している上に県道標識は全く見当たらないのに対し、広島県道181号下御領新市線以北は大体快適な上下2車線の道になっていて県道標識も何本も立てられており、広島県道181号下御領新市線との重用区間を境に対照的な道路状況になっている。

### 重複区間
- 広島県道181号下御領新市線（福山市神辺町字道上・道上小学校入口交差点 - 福山市神辺町字道上・三ツ池橋西詰交差点）

## 地理

### 通過する自治体
- 福山市

### 交差する道路
| 交差する道路                           | 交差する場所      | 交差する場所         |
| -------------------------------------- | ----------------- | -------------------- |
| 広島県道181号下御領新市線 重複区間起点 | 神辺町字道上      | 道上小学校入口交差点 |
| 広島県道181号下御領新市線 重複区間終点 | 神辺町字道上      | 三ツ池橋西詰交差点   |
| 広島県道21号加茂油木線                 | 加茂町字中野2丁目 | 終点                 |

### 交差する鉄道
- 福塩線

### 沿線
- JR西日本福塩線 道上駅
- 福山市立道上小学校
- 亀山遺跡